# Short Songs
Short Songs è il sesto album della band canadese Silverstein, pubblicato con etichetta Hopeless Records il 7 febbraio 2012. Il disco contiene 22 canzoni, tutte di durata inferiore ai 90 secondi: le prime 11 sono scritte dalla band stessa; le successive 11 sono cover di punk band degli anni '80 e '90.

## Storia
Il primo annuncio su Short Songs viene dato il 18 ottobre 2011, giorno in cui iniziano le registrazioni: la band spiega il concetto e le motivazioni dell'album tramite un messaggio sul proprio sito ufficiale ed un video su YouTube, nel quale è possibile ascoltare un breve pezzo di una canzone (Sick as Your Secrets). Con un post su Facebook, i Silverstein annunciano il termine delle registrazioni il 28 ottobre; nella foto allegata è possibile vedere una bozza della tracklist. La lista effettiva viene rivelata il 1º dicembre, data dalla quale è anche possibile preordinare il CD. Nello stesso giorno su Bandcamp e sul sito ufficiale della Hopeless Records vengono messe a disposizione in preascolto 3 tracce: Brookfield, SOS e Good Intentions (cover dei Gorilla Biscuits). Il 7 dicembre il sito Altpress.com, al termine di un sondaggio tra i propri lettori, carica sulle proprie pagine la cover di The Ballad of Wilhelm Fink (originale dei Green Day), assieme a Sin and Redemption, mentre l'anteprima di It's My Job to Keep Punk Rock Elite (dei NOFX) è ospitata da Punknews.org il 19 dicembre.
La data ufficiale d'uscita di Short Songs viene confermata per il 7 febbraio in tutto il mondo, e il 20 gennaio, in occasione del raggiungimento dei 700.000 fan sulla pagina ufficiale di Facebook, la band carica sul proprio profilo un'altra short song, My Miserable Life; lo stesso giorno viene annunciato che un numero limitato di copie in vinile di Short Songs (200, numerate e firmate dalla band stessa) saranno in vendita nei concerti del gruppo. Il 23 gennaio MTV ospita sul proprio sito il video ufficiale di Brookfield, diretto dal chitarrista della band, Josh Bradford. Il disco esce infine il 7 febbraio, anche se il giorno prima i Silverstein caricano sul proprio MySpace l'intero stream dell'album.
Il 9 febbraio il cantante Shane Told carica su YouTube un video in cui suona l'acustica Sleep Around, mentre con un altro upload viene mostrata la registrazione delle parti vocali di gruppo per la canzone You Gotta Stay Positive (originale dei Good Clean Fun). Il 30 maggio viene annunciato il tour Short Songs Short Tour, un minitour estivo da headliner negli Stati Uniti e Canada di 10 tappe, in cui verrà suonato Short Songs per intero, assieme ad altri successi della band. Il 12 giugno esce la compilation estiva Another Hopeless Summer 2012, che comprende la canzone SOS. Un video per la canzone viene pubblicato il 24 ottobre, diretto da Josh Bradford.

## Background
Come spiegato dal batterista della band Paul Koehler, "invece di aspettare il nostro prossimo album, abbiamo deciso di iniziare a lavorare su nuovo materiale per questo (disco)"; "Short Songs è un'estensione di Rescue (il precedente album della band) ed un'ulteriore aggiunta nella nostra musica di ciò che ci ha influenzato. Stiamo scrivendo la musica che ci piace, e la mettiamo in mostra in questo modo creativo". "La maggior parte della gente associa una short song con un sound punk rock veloce, ma non è sempre così. C'è sempre una ballata, un breakdown, dei ritornelli da cantare in mezzo a queste canzoni veloci. L'idea è di dare ai nostri ascoltatori un mini-album dei Silverstein, e portarli attraverso tutti i momenti "alti" e "bassi" che possono aspettarsi da uno qualsiasi dei nostri album originali." Koehler ha anche accennato alle difficoltà che la band ha dovuto affrontare per incidere questo disco: "Tutte le cover sono canzoni scritte prima del 2000, quindi [...] la qualità di registrazione è bassa, a causa della tecnologia in quel periodo. Abbiamo avuto un po' di difficoltà a capire come andavano suonate queste canzoni e ad adattarle alle nostre capacità. Questo ha reso il tutto una sfida molto più divertente e ci ha aperto la mente a nuovi stili di suono." Le cover sono di band che hanno avuto una forte influenza sui membri dei Silverstein. Un'altra delle difficoltà riscontrate è stata quella di incastrare in meno di 90 secondi di canzone una struttura che prevedesse almeno una strofa, un ritornello ed una conclusione.
La Hopeless Records, etichetta dei Silverstein, si è mostrata subito favorevole al progetto, anche perché, come ha detto il capo della divisione marketing Ian Harrison, "noi cerchiamo sempre di incoraggiare le nostre band ad andare al di là del semplice ciclo "registrazione-tour". Vogliamo vedere cose più creative e divertenti, con cui i fan possano sentirsi più in contatto." "Riteniamo che sia questa la direzione in cui devono muoversi le band in futuro, specialmente in questo genere. Bisogna creare più progetti come Short Songs se si vuole rimanere sulla cresta dell'onda."
Il cantante Shane Told ha spiegato come sono state originariamente scelte le canzoni da reinterpretare: ha messo in ordine crescente di durata le canzoni sulla sua libreria di iTunes, e poi assieme agli altri componenti della band ha effettuato una selezione, cercando di prendere tracce con stili e sound differenti tra loro.
Alcune delle canzoni presenti nella sezione delle cover perciò rientrano in una lista delle 10 short songs preferite da Told; esse sono It's My Job to Keep Punk Rock Elite (ottavo posto), Scenes from Parisian Life (settimo), Destination - Blood! (sesto), Coffee Mug (quarto) e Short Songs (primo).
Per la registrazione è stato nuovamente scelto il produttore Jordan Valeriote, con cui avevano già lavorato per Rescue e l'EP Transitions.

## Critica
La critica ha generalmente dimostrato di apprezzare l'idea della band. Le canzoni originali dei Silverstein reggono il confronto con quelle dei loro altri album, anche se da più parti si nota una certa disomogeneità dell'album, dovuta appunto alla brevità delle canzoni.
Il sito Audiopinions.net valuta l'album 10/10, descrivendolo come "un album perfetto ed una sorta di rinascita per la band". Particolarmente apprezzata è la prominenza del basso, in perfetto stile hardcore punk, e il consueto passaggio di Shane Told dal cantato pulito allo scream, che rende nel complesso l'album più pesante degli ultimi lavori, avvicinandolo ai primi dischi della band. 8/10 la valutazione di Underthegunreview. Il recensore afferma che nonostante l'album manchi ovviamente della fluidità e della coerenza di un album "intero", la sperimentazione produce ottimi risultati, ed apprezza il fatto che lo stile delle canzoni vari da una traccia all'altra, invece di insistere su un unico sound. Se però la prima parte dell'album è eccellente, non altrettanto è la parte con le cover: il recensore non vede l'utilità di proporre 11 brevissime canzoni già suonate da altre band. In ogni caso, le due parti si bilanciano ed il risultato è divertente ed originale.
Anche Sputnikmusic ha dimostrato di apprezzare il lavoro della band, con un 3.5/5. Il recensore trova che la seconda parte sia migliore della prima, ma anche le canzoni originali dei Silverstein sono ben costruite. Il problema dell'album sta proprio nella brevità delle sue canzoni: appena una canzone entra nel vivo, è già giunta alla fine, e questo non permette di apprezzarle appieno, oltre a suonare complessivamente in maniera abbastanza disgiunta. Ultimateguitar valuta il disco 6/10: l'idea di fare qualcosa di diverso è apprezzabile, ma il risultato è da considerare come una sorta di "chicca" nella discografia della band, e non certo come un album potenzialmente in grado di attrarre nuovi ascoltatori. Stesso voto è quello assegnato da Rockfreaks, anche se il recensore dimostra di non apprezzare particolarmente l'album: il fatto che la band si sia avventurata in un genere a lei non abituale, secondo il recensore, si risolve in un album composto nella prima parte da canzoni che suonano strane e poco ascoltabili (con poche eccezioni quali Brookfield e Sin & Redemption) ed una seconda parte composta da cover non all'altezza delle versioni originali.

## Titolo e canzoni
Il titolo dell'album spiega da solo in cosa consiste il disco: una serie di canzoni brevi. Short Songs è anche una canzone dei Dead Kennedys, ed è infatti la prima della sezione cover dell'album.
Nella prima parte si trovano 11 canzoni brevi scritte e composte dai Silverstein, tra cui SOS, che è la prima canzone nella discografia dei Silverstein ad essere stata composta da Billy Hamilton. Sin & Redemption deve il suo titolo al nome di un bar di Toronto frequentato da Shane. La quarta traccia, Brookfield, è stata scelta per la realizzazione di un video, mentre la quinta, La Marseillaise, è una reinterpretazione in chiave hardcore dell'inno nazionale francese: il testo è infatti la traduzione in inglese delle parole di Claude Joseph Rouget de Lisle. One Last Dance in versione acustica compare anche come bonus track nella Deluxe Version preordinabile su iTunes dell'album This Is How the Wind Shifts, follow-up di Short Songs. L'undicesima canzone, See Ya Bill, con la quale si conclude la sezione degli originali, è l'unica canzone dei Silverstein il cui testo non sia stato scritto da Shane Told: le parole sono infatti del chitarrista Josh Bradford e parlano di quando lui "ruba" il cibo di Billy Hamilton dal frigo sul bus della band. L'origine della frase "See Ya" in questo contesto è nata durante i primi tour della band, quando un giorno il vecchio chitarrista Richard McWalter, che seguiva la band e stava al banco del merchandising, prese del cibo di Billy senza accorgersi che c'era scritto il suo nome sulla confezione, e quando qualcuno glielo fece notare, rispose appunto con "Oh, well... see ya Bill!".
Short Songs è una canzone dei Dead Kennedys suonata in alcuni live ma mai registrata in studio. È composta semplicemente dalla frase "I like short songs" ("Mi piacciono le canzoni corte") ripetuta svariate volte. I Silverstein hanno pensato di chiamare vari esponenti della scena rock e punk per partecipare a questa canzone ripetendo la frase: essi sono Tim McIlrath dei Rise Against, Chris #2 degli Anti-Flag, Scott Wade dei Comeback Kid, Chris Hannah dei Propagandhi, Paul Rousseau dei Burst & Bloom, Jimmy Stadt dei Polar Bear Club, Daniel Tremblay degli I Am Committing a Sin, Mike Hranica dei The Devil Wears Prada e Nick Diener dei The Swellers. La band aveva inizialmente chiesto anche a Fat Mike dei NOFX e a Chad Gilbert dei New Found Glory, ma i due hanno dovuto declinare l'invito per i troppi impegni.

236 E. Broadway è una canzone dei Gob, prima traccia nel loro album How Far Shallow Takes You del 1998. Good Intentions è la quarta canzone dell'album Start Today dei Gorilla Biscuits (1999). Destination - Blood! è la opening track dell'album Dance Tonight! Revolution Tomorrow! degli Orchid. Coffee Mug è una canzone dei Descendents, terza dell'album Everything Sucks del 1996. xOn Our Kneesx è una canzone dei The Swarm, compresa nell'album Parasitic Skies del 1998 ed è cantata assieme a Liam Cormier dei Cancer Bats. Scenes from Parisian Life appare come canzone conclusiva dell'EP di debutto dei The Promise Ring, Falsetto Keeps Time (1996). La canzone, per un problema di Pro Tools (programma usato dal produttore Jordan Valeriote), è stata mixata con una differenza di tempo rispetto all'originale, ma il risultato è stato apprezzato da lui e dalla band, ed è rimasta così anche sull'album. It's My Job to Keep Punk Rock Elite è la prima traccia dell'album del 1997 dei NOFX So Long and Thanks for All the Shoes. Quit Your Job figura come quinta canzone dell'album Born on the First of July dei Chixdiggit! (1998). The Ballad of Wilhelm Fink è una canzone dei Green Day scritta per la compilation Short Music for Short People del 1999. You Gotta Stay Positive è la sesta canzone dell'album On the Streets Saving the Scene from the Forces of Evil dei Good Clean Fun.

## Tracce

### Set 1
Tutti i testi sono di Shane Told, tranne La Marseillaise tradotto dall'originale di Claude Joseph Rouget de Lisle e See Ya Bill di Josh Bradford.
1. Sick as Your Secrets – 1:08
2. Sin & Redemption – 1:09
3. SOS – 1:36
4. Brookfield – 1:30
5. La Marseillaise – 0:48
6. World on Fire – 1:24
7. Sleep Around – 1:19
8. My Miserable Life – 0:28
9. Truth & Temptation – 0:44
10. One Last Dance – 1:26
11. See Ya Bill – 0:06

### Set 2
1. Short Songs (Cover dei Dead Kennedys) – 0:24
2. 236 E. Broadway (Cover dei Gob) – 1:20
3. Good Intentions (Cover dei Gorilla Biscuits) – 0:26
4. Destination - Blood! (Cover degli Orchid) – 1:08
5. Coffee Mug (Cover dei Descendents) – 0:33
6. xOn Our Kneesx (Cover dei The Swarm) – 0:24
7. Scenes from Parisian Life (Cover dei The Promise Ring) – 1:21
8. It's My Job to Keep Punk Rock Elite (Cover dei NOFX) – 1:24
9. Quit Your Job (Cover dei Chixdiggit) – 0:23
10. The Ballad of Wilhelm Fink (Cover dei Green Day) – 0:32
11. You Gotta Stay Positive (Cover dei Good Clean Fun) – 0:05

## Artwork
La copia fisica dell'album è stata distribuita in cartoncino, così come da tradizione della Hopeless Records, in quanto materiale più ecologico della consueta plastica. I testi sono raggruppati nella parte interna sinistra della confezione; sono inclusi solamente i testi delle canzoni originali dei Silverstein e non anche quelli delle cover per motivi di copyright. La parte interna centrale raffigura un microfono con i cavi elettrici, mentre nella parte interna destra ci sono i crediti e le informazioni sull'album, e lì si trova anche il CD, con sfondo nero e le scritte "Silverstein" in bianco e "Short Songs" in giallo. Sul retro troviamo le tracce dell'album, scritte in un colore a metà tra il giallo fosforescente ed il verde.

## Formazione
- Shane Told - voce
- Josh Bradford - chitarra
- Neil Boshart - chitarra
- Billy Hamilton - basso
- Paul Koehler - batteria

Altri musicisti
- Tim McIlrath - cori in Short Songs
- Chris #2 - cori in Short Songs
- Scott Wade - cori in Short Songs
- Chris Hannah - cori in Short Songs
- Paul Rousseau - cori in Short Songs
- Jimmy Stadt - cori in Short Songs
- Daniel Tremblay - cori in Short Songs
- Mike Hranica - cori in Short Songs
- Nick Diener - cori in Short Songs
- Liam Cormier - cori in xOn Our Kneesx

Produzione
- Jordan Valeriote - produzione, ingegneria e mixaggio
- Troy Glessner - masterizzazione
- Mike Ski - artwork e layout

## Classifiche
Dovuto al concetto dell'album, il disco non ha raggiunto posizioni particolarmente elevate nelle classifiche americane (dove in genere i Silverstein raccolgono un maggiore consenso di pubblico) né in quelle europee (dove in ogni caso non si era classificato neanche il loro precedente album completo). Negli Stati Uniti ha raggiunto la 15ª posizione nella Top Hard Rock Albums e la 37ª nella Top Independent Albums.
| Classifica                | Posizione |
| ------------------------- | --------- |
| Stati Uniti (hard rock)   | 15        |
| Stati Uniti (independent) | 37        |